# Snowcross
Snowcross, boarder cross – konkurencja snowboardowa, w której czworo zawodników rywalizuje jednocześnie na trasie zjazdowej z licznymi przeszkodami (ostre zakręty, muldy, skoki, nawroty o 180 stopni itp.).
Snowcross zadebiutował jako dyscyplina olimpijska na zimowych igrzyskach w Turynie w 2006 roku.